# Калитва (Алексеевский район)
Калитва — село в Алексеевском районе (городском округе, с 2018) Белгородской области, входит в состав Варваровского сельского поселения.

## Описание
Расположено в восточной части области, в 36 км к юго-востоку от районного центра, города Алексеевки. 
| 1859 | 1897  | 2002 | 2010 |
| ---- | ----- | ---- | ---- |
| 2928 | ↘2633 | ↘797 | ↘665 |

Улицы и переулки
| - ул. Зеленая - ул. Речная - ул. Солнечная |